# KM Malta Airlines
KM Malta Airlines Ltd is de nationale luchtvaartmaatschappij van Malta. De hub is Malta International Airport in het district Luqa. KM Malta Airlines voert vluchten uit binnen Europa en is (sinds 31 maart 2024) de opvolger van Air Malta.

## Geschiedenis

### Einde Air Malta
In augustus 2022 maakte de Maltese overheid bekend dat Air Malta vervangen zou worden als de Europese Unie geen financiële extra hulp bood. In april 2023 werd bekend dat de maatschappij definitief vervangen zou worden. In oktober 2023 werd dat de overheid niet meer mocht investeren in Air Malta en het plan gemaakt om de maatschappij vervangen.

### Oprichting van KM Malta Airlines
Op 2 oktober 2023 werd KM Malta Airlines officieel opgericht en zou zowel de vloot als bestemmingen van Air Malta overnemen. Ook de ongeveer 400 werknemers werden overgenomen. In december van datzelfde jaar werd de AOC ontvangen. De maatschappij vliegt nog wel in het kleurenschema van Air Malta, maar heeft een nieuw logo en een nieuwe website gekregen. Op 31 maart 2024 werd de eerste vlucht uitgevoerd naar Catania.

## Vloot

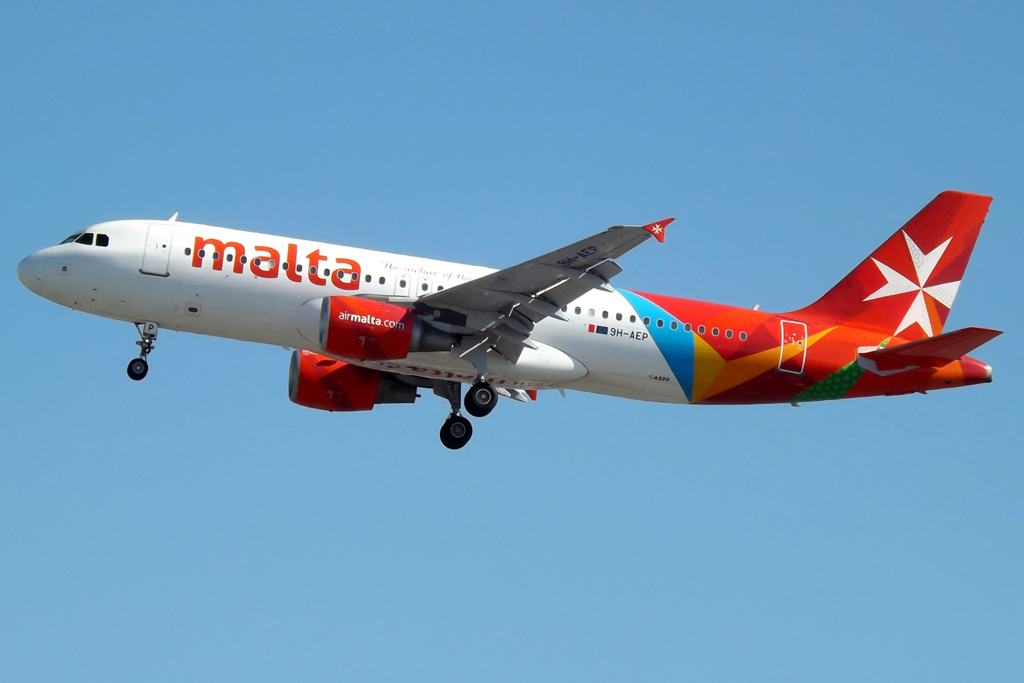
Een Airbus A320-200 van KM Malta Airlines

KM Malta Airlines heeft de vloot van Air Malta overgenomen en bestaat uit (april 2024):
| Type            | In dienst | Orders | Opmerkingen |
| --------------- | --------- | ------ | ----------- |
| Airbus A320-200 | 1         | —      | 9H-AEP      |
| Airbus A320neo  | 6         | —      |             |
| Totaal          | 7         | —      |             |

## Bestemmingen
KM Malta Airlines voert vluchten uit naar (april 2024):
| Land                | Stad       | Luchthaven                              | Opmerkingen |
| ------------------- | ---------- | --------------------------------------- | ----------- |
| België              | Brussel    | Brussels Airport                        |             |
| Duitsland           | Berlijn    | Flughafen Berlin Brandenburg            |             |
| Duitsland           | Düsseldorf | Flughafen Düsseldorf                    |             |
| Duitsland           | München    | Flughafen München Franz Josef Strauß    |             |
| Frankrijk           | Lyon       | Aéroport de Lyon-Saint-Exupéry          |             |
| Frankrijk           | Parijs     | Aéroport de Paris-Charles de Gaulle     |             |
| Frankrijk           | Parijs     | Aéroport de Paris-Orly                  |             |
| Italië              | Catania    | Aeroporto di Catania-Fontanarossa       |             |
| Italië              | Milaan     | Internationale luchthaven Milaan Linate |             |
| Italië              | Rome       | Aeroporto di Roma Fiumicino             |             |
| Malta               | Luqa       | Malta International Airport             | hub         |
| Nederland           | Amsterdam  | Luchthaven Schiphol                     |             |
| Oostenrijk          | Wenen      | Flughafen Wien-Schwechat                |             |
| Spanje              | Madrid     | Aeropuerto Adolfo Suárez Madrid-Barajas |             |
| Tsjechië            | Praag      | Luchthaven van Praag                    |             |
| Verenigd Koninkrijk | Londen     | London Gatwick Airport                  |             |
| Verenigd Koninkrijk | Londen     | London Heathrow Airport                 |             |
| Zwitserland         | Zürich     | Flughafen Zürich                        |             |

### Codeshare agreements
KM Malta Airlines heeft codeshare agreements met de volgende maatschappijen:
| Air France        | [ 15 ] | KLM       | [ 16 ] |
| Austrian Airlines | [ 17 ] | Lufthansa | [ 17 ] |
| Brussels Airlines | [ 17 ] | SWISS     | [ 17 ] |